# Гострячка роздута
Гострячка роздута (Lophozia ventricosa) — вид печіночників порядку юнгерманіальних (Jungermanniales).

## Поширення
Батьківщиною є Європа, Макаронезія, Азія, Північна Америка.
Уникає вапняку, любить вологу і тінь, росте на каменях, відкритому сирому гумусі, на бідному гумусом мінеральному ґрунті, на дренажах і на гнилій деревині.

## Характеристика
Утворює від світло- до темно-зелених плоских килимків із рослин довжиною приблизно 1–2 сантиметри та шириною 1–2 міліметри. Стебла вкриті численними ризоїдами з нижньої сторони. Клітини бічних листків округлі, від квадратних до шестикутних, тонкостінні та мають розмір приблизно від 20 до 30 мкм у середині листка. На одну клітину листка припадає від 13 до 20 масляних тілець. Є підлистки. Вид дводомний. 